# Upplands runinskrifter 494
Upplands runinskrifter 494 är en vikingatida runsten av blågrå stenart i Husby-Långhundra kyrka, Husby-Långhundra socken och Knivsta kommun. Stenen är inmurad i korets norra vägg. Runstenen är 1,2 meter hög och 0,6 meter bred. Runhöjden är 7,5-9 centimeter. Ristningen är svårt vittrad.

## Inskriften
Translitterering av runraden:
brunkil ' li[t] ' [r]ita ' stain ' þina ' i[ftiʀ uiki(n)(m)(r) ...þu]ʀ ' [sin · h]rfa ...[star]
Normalisering till runsvenska:
Brunkell let retta stæin þenna æftiʀ ʀæginmund(?), [fa]ður(?) sinn, arfa ...
Översättning till nusvenska:
Brunkel lät uppresa denna sten efter Rägnmund(?), sin fader(?), arvinge till ...